# Drupadia semperna
Drupadia semperna är en fjärilsart som beskrevs av Corbet 1944. Drupadia semperna ingår i släktet Drupadia och familjen juvelvingar. Inga underarter finns listade i Catalogue of Life.